# 羅結
羅結（1925年10月6日—2019年3月15日），彰化人，祖籍福建安溪，臺灣企業家，正新橡膠集團之創辦人，美國《富比士》雜誌的2011年臺灣四十富豪榜裡，他以29億美元的資產被評選為第9名。

## 生平
羅結出身於貧困佃農家庭，且只有小學學歷，出社會後只能在彰化縣鄉下地區挑著蜜餞四處叫賣。某天有人順口問他：「你賣蜜餞一天能賺多少錢？」，於是他發憤圖強，進入員林鎮北門輪胎行當學徒。
當時第二次世界大戰結束，日本投降，進入臺灣戰後時期社會普遍缺乏物資，有人收集戰時遺留的廢輪胎，經過斬斷輪胎、抽取簾布紗等步驟翻製自行車胎。原先羅結在大新輪胎工作，1951年與連榮車行老闆李陳榮合資成立連新輪胎，但最後因理念不合而拆夥。
根據員林當地一位輪胎界大老透露，連新輪胎分家時在工廠正中間畫下分隔線，將資產對分，互不侵犯。惟獨「連新」的商標被李家標下，羅結則以「正連新」為名另起爐灶。1969年羅結繼續以「正連新」為公司名稱製造自行車、摩托車胎，卻引起李家的抗議。後來則拿掉「連」字，更名為「正新」，並於1969年12月19日正式登記為公司名稱。到了1970年代末期，財力豐厚的李陳榮合買下緊鄰正新橡膠外圍的土地，逼得他另覓土地，並與外甥蔡文順（現為上櫃公司富強輪胎董事長）等人集資新臺幣600萬元，1978年在現在彰化縣大村鄉總廠位址設立了新工廠。
1992年臺商紛紛搶灘進入中國投資，比如康師傅控股董事長魏應州帶了500萬美元（約新臺幣1億6,000萬）到天津做最後一次拼搏；旺旺集團董事長蔡衍明則帶著1,000萬美元（約新臺幣3億2,000萬）深入當時尚未開發的湖南長沙設廠；但羅結一出手就砸下2,000萬美元（約新臺幣6億4,000萬）在廈門設廠，他的大手筆由此可見。
2009年11月23日與彰化縣縣長卓伯源會談，並同意在彰南科技園區興建2009年全亞洲最大的輪胎投資案；不過後來則因故改在雲林縣雲林科技工業區竹圍子區設廠。

### 正新橡膠的接班
2006年正新輪胎的股東會通過修改公司章程，增列董事長由羅結擔任；並由他的次子，也就是正新橡膠（中國）有限公司董事長羅才仁擔任副董事長。而總經理一職，由羅結的二女婿陳榮華接任。2014年由創辦人羅結次子羅才仁接掌兵符，出任董事長。

### 骨灰罈遭盜
曾任職正新輪胎18年的前員工凃英倫因欠債約新臺幣270萬元，竟夥同張洋銘於2023年2月8日前往彰化縣彰化市快官第七公墓內之羅姓家族墳墓，盜取含有羅結火葬遺灰之骨灰罈。隨後另一男子林弘益亦因缺錢花用，加入凃、張同夥向家屬羅才仁及其配偶邱麗卿勒贖3千萬元。後來林男發現張男竟是用骨灰恐嚇取財就離開，張男將贖金提高至6千萬元。羅才仁報警後，彰化縣警察局員林分局於同年2月15、17日陸續拘提凃、張、林等三人到案，他們並未得手任何錢財。
案經臺灣彰化地方檢察署檢察官偵查起訴，凃、張、林等三人坦承犯行，彰化地方法院依侵害墳墓屍體罪各判處凃男、張男有期徒刑3年8個月，未參與盜墓的林男則依恐嚇取財未遂罪判刑7個月，未扣案行動電話1支沒收，全案可上訴；羅結骨灰罈由家屬領回。

## 家族
- 妻：羅黃葉
- 長子：羅明和
- 次子：羅才仁
- 次媳：邱麗卿
- 長女：羅銘鈴
- 長婿：陳秀雄
- 次女：羅銘釔
- 次婿：陳榮華

## 軼事
- 名言：「遲早要做的事，不如早做」。
- 羅結篤信臺灣民間信仰，虔誠無比，且個性執著，屬於天生硬骨子性格。即使已經二度中風，在2006年大甲媽祖遶境時，時年八十一歲的他仍堅持坐在輪椅上迎轎。等媽祖鑾轎抵達，他突然要求鑽轎底（臺灣人認為這樣表示信仰媽祖的誠心，可獲得媽祖庇佑）。當時家人擔心發生意外而一再勸阻，結果他發脾氣丟掉枴杖，用力撐起上半身硬要鑽轎底。這時他的孫子見狀立刻趴下去，讓羅結趴在他身上，祖孫倆用力往前爬。因為兩人疊在一起，神轎班還特地把鑾轎抬高以便祖孫二人爬過去，其硬漢的性格由此可見[5]。

## 外部連結
- 正新橡膠官方網站 （页面存档备份，存于）
- 員林鎮發展史：經濟篇 （页面存档备份，存于）